# Law & Order: Special Victims Unit
Law & Order: Special Victims Unit (o simplemente Law & Order: SVU; titulada como La ley y el orden: unidad de víctimas especiales o La ley y el orden: UVE en Hispanoamérica y Ley y orden: unidad de víctimas especiales o Ley y orden: UVE en España) es una serie de televisión estadounidense de drama policial, legal, procesal y criminal ambientada en la ciudad de Nueva York donde también se produce principalmente. Al estilo de la original Law & Order, los episodios a menudo se "extraen de los titulares" o se basan en crímenes reales que han recibido atención de los medios. Creado por Dick Wolf, la serie se estrenó en NBC el 20 de septiembre de 1999, como la segunda serie en la exitosa franquicia de Law & Order. Law & Order: Special Victims Unit ha sido nominado y ha ganado numerosos premios, incluido el Emmy por Mejor actriz principal en una serie dramática para Mariska Hargitay, el primero, y hasta la fecha, el único Emmy que fue recibido regularmente en cualquier franquicia de Law & Order series. Es la serie de televisión en horario de mayor audiencia estadounidense no animada con guion más antigua desde la cancelación de la original Law & Order el 24 de mayo de 2010 y es la cuarta serie de horario estelar con mayor duración de Estados Unidos en una gran cadena de transmisión.
La serie originalmente se centró casi exclusivamente en los detectives de la Unidad de víctimas especiales en una versión ficticia del distrito 16 del Departamento de Policía de la ciudad de Nueva York. A medida que avanzaba la serie, se añadieron personajes secundarios adicionales como aliados de los detectives en la Fiscalía del Distrito de Manhattan del Condado de Nueva York (conocidos como asesores del Buró de delitos sexuales) y la oficina del médico forense. Ciertos episodios entrarán en detalles sobre la vida personal de los detectives y cómo pueden o no vincularse con los crímenes tratados durante el programa. Episodios típicos siguen a los detectives y sus colegas mientras investigan y procesan delitos de base sexual, abuso infantil y crímenes contra los ancianos. El show fue originalmente protagonizado por Mariska Hargitay como la Detective Olivia Benson y Christopher Meloni como el Detective Elliot Stabler, durante sus primeras doce temporadas, hasta que este último abandonó la serie, sin poder llegar a un acuerdo sobre su contrato.
En marzo de 2024, la serie fue renovada para una vigesimosexta temporada que se estrenó el 3 de octubre de 2024. En mayo de 2025, la serie fue renovada para una vigesimoséptima temporada.

## Trama

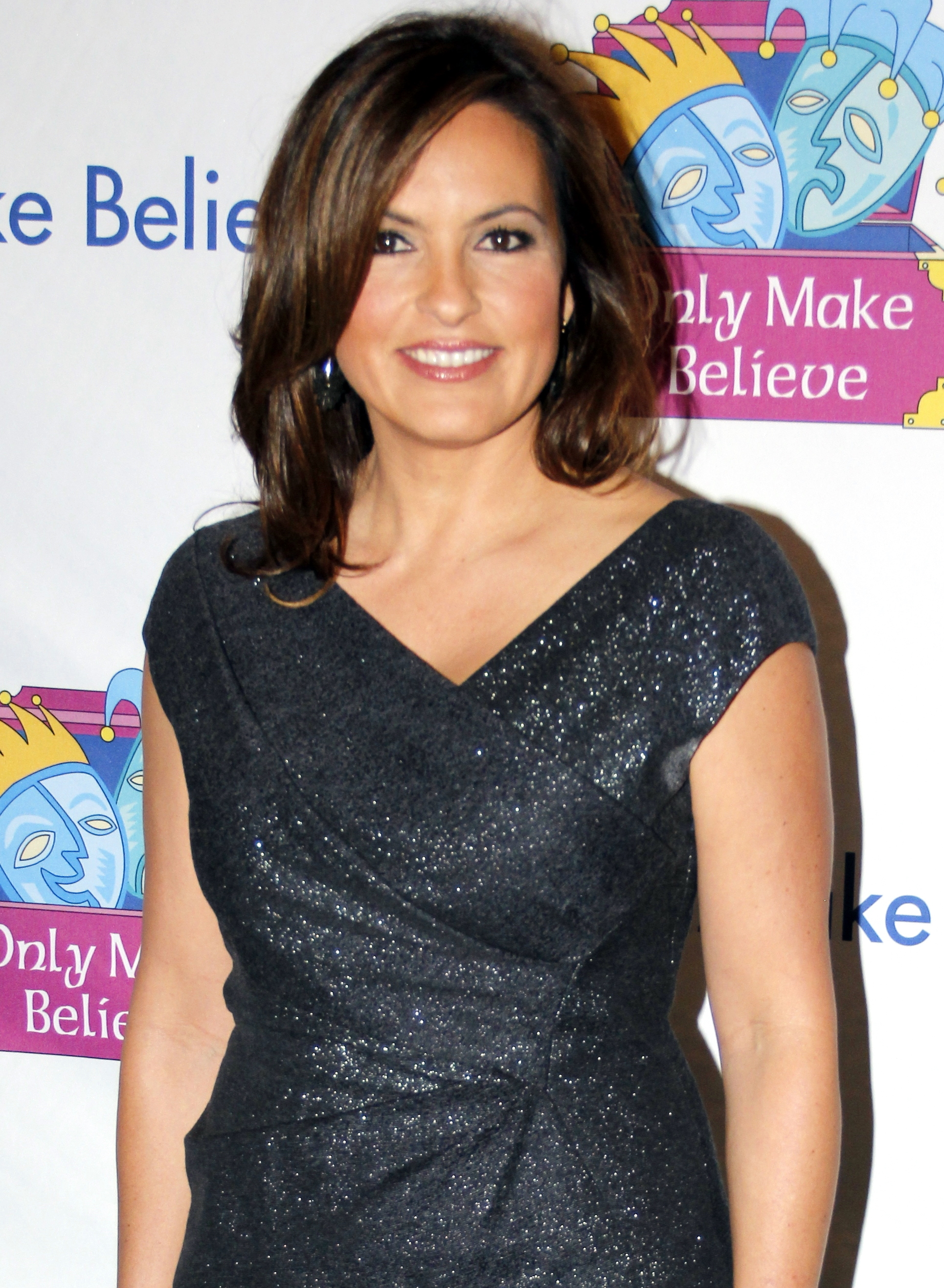
Mariska Hargitay, la actriz que trabajó más tiempo en la serie y la única que aparece en todas las temporadas.

Durante la primera temporada la serie sigue los pasos de los detectives de la Unidad de Víctimas Especiales del departamento de policías de Nueva York (NYPD), con sede en la 16° comisaría, mientras investigan los delitos de índole sexual. Originalmente el programa se centra en los detectives superiores Elliot Stabler y John Munch y sus socios, Olivia Benson y Brian Cassidy, sin embargo a partir de la segunda temporada la serie se centra más en la relación entre el detective Elliot Stabler y su compañera la detective Olivia Benson, esto, hasta el final de la temporada 12. Los detectives son supervisados por el veterano capitán Donald Cragen y reciben el apoyo de los detectives Monique Jeffries y Ken Briscoe durante la primera temporada. Cuando Cassidy es trasladado a Narcóticos después de trece episodios, Jeffries pasa a ser el compañero de Munch hasta el inicio de la segunda temporada, cuando Munch se asocia de forma permanente con el detective Fin Tutuola y Jeffries se traslada a la unidad de Anti-Vicios.
Tras el final de la temporada 12, cuando el detective Elliot Stabler le dispara a una adolescente que irrumpe en la sala de la brigada de víctimas especiales disparando y ocasionando muertes, él es puesto en licencia administrativa, y en la temporada 13, que tiene lugar un mes después, él decide retirarse de la unidad de víctimas especiales y del Departamento de Policía. En el mismo episodio, llega Amanda Rollins, una joven detective de la unidad de delitos sexuales en Atlanta que ha sido contratada por el Capitán Cragen. En el siguiente episodio, llega Nick Amaro, un detective de Narcóticos asignado a trabajar en la U.V.E, Benson no se adapta de inmediato hacia los nuevos miembros de la unidad hasta más adelante durante la temporada.
Durante la primera temporada la unidad no recibe un asistente del fiscal de distrito de tiempo completo hasta la llegada de Alexandra Cabot durante la segunda temporada, quien es asignada a trabajar con los detectives. Después de la partida de Cabot en la quinta temporada, el puesto es ocupado por Casey Novak quien se mantiene hasta el final de la novena temporada cuando es censurada por mentirle a un juez (aunque más tarde reaparece en la temporada 12 tras tres años de censura) y Kim Greylek es puesta como reemplazo en la temporada 10 y se mantiene hasta la mitad de la temporada cuando Alexandra Cabot regresa a la serie.
Desde la temporada 11 y hasta el final de la temporada 13, la serie no tiene un asistente del fiscal de distrito permanente. En la temporada 11, tras la salida de Alexandra Cabot a mediados de la temporada, ella es reemplazada por la asistente del fiscal de distrito Jo Marlowe quien antiguamente ha sido compañera del detective Elliot Stabler durante los años 90 antes del inicio de la serie. Marlowe deja la Unidad de Víctimas Especiales al final de la temporada 11. En un principio, la asistente del fiscal de distrito Mikka Von es transferida desde Chicago hacia Nueva York para convertirse en la asistente del fiscal de distrito permanente de la Unidad de Víctimas Especiales, pero tras ser despedida por el fiscal Jack McCoy, una nueva fiscal es asignada a la U.V.E, Gillian Hardwicke, una fiscal de Brooklyn que tiene una tasa de condenas del 92% y quien tiende a tener problemas para trabajar con los detectives Benson y Stabler al principio. Sonya Paxton, la asistente ejecutiva del fiscal de distrito que fue asignada a U.V.E durante la temporada 11 y es puesta en rehabilitación por alcoholismo, regresa durante la temporada 12 en dos episodios siendo asesinada en el segundo por un criminal. 
Para la temporada 13, la Oficina del fiscal tiene una "sacudida" principalmente por el cambio de fiscal de distrito, y Mike Cutter (de la serie original de Law & Order) recibe el puesto de jefe de la oficina de los asistentes del fiscal de distrito y supervisa el trabajo de las fiscales Casey Novak y Alexandra Cabot asignadas a la U.V.E de nuevo ; otros fiscales asistentes asignados son Rose Callier y el asistente ejecutivo del fiscal de distrito David Haden, quien tiene una breve relación amorosa con la detective Olivia Benson y que finaliza debido a que ambos podrían perder sus empleos.
En el final de la temporada 13, el capitán Donald Cragen es llevado a prisión cuando Carissa, una prostituta, aparece muerta en su cama. Él es perseguido por la asistente del fiscal Paula Foster en el estreno de la temporada 14, y Benson más tarde descubre que se encuentra en una red de corrupción de la oficina del fiscal por lo que Foster es llevada a prisión mientras el Capitán regresa a la U.V.E.  
En la temporada 14, Rafael Barba, un asistente del fiscal de distrito de Brooklyn (al igual que Gillian Hardwicke) es asignado como fiscal permanente para la Unidad de Víctimas Especiales en donde se mantiene hasta la temporada 19 donde, luego de desconectar a un bebe de tres años con parálisis cerebral y ser juzgado por eso, se retira de la fiscalía entrando Peter Stone, un exfiscal de Chicago, el cual, en el final de la temporada 20, luego de enamorarse de Olivia Benson, se va de la UVE y el detective Dominic Carisi se convierte en el nuevo asistente de fiscal asignado a la unidad de víctimas especiales hasta la actualidad. Durante la temporada 14, Benson reconstruye su relación con el detective Brian Cassidy después de una interrupción de trece años. Al final de esta temporada, Benson es asaltada por William Lewis, un violador y asesino en serie pero logra escapar de él en la temporada 15, donde decide terminar la relación con Brian.
Sin embargo esto trae consecuencias dejándola traumatizada por lo que ella recurre a un terapeuta durante la temporada 15 para afrontar sus miedos (siendo este el motivo del final de la relación entre Olivia y Brian). Tras la salida del sargento Munch en el quinto episodio de la temporada 15, Benson acepta hacer el examen de sargento y durante una cena de compañeros de trabajo en el noveno episodio, nos enteramos de que se ha convertido en la nueva sargento de la UVE. El capitán Donald Cragen se retira después del décimo capítulo dejando a la sargento Benson a cargo de la unidad temporalmente, hasta la llegada del teniente Declan Murphy quien se hace cargo de la unidad antes de salir en el final de temporada. Antes del final de temporada, Lewis logra escapar de la cárcel y tras cometer varios asesinatos y violaciones, consigue atemorizar a la sargento Benson una última vez cuando se dispara a sí mismo frente a ella. 
A partir del final de la temporada 15, Benson se convierte en la madre adoptiva de Noah, un bebé cuya madre biológica (una prostituta llamada Ellie Porter) es asesinada en el final de la temporada 15 por un traficante de blancas. En la temporada 16, el detective Nick Amaro se encuentra degradado a oficial de policía después de golpear a un pedófilo (en el final de la temporada 15, llamado Simon Wilkes) y ser llevado a prisión por eso. Un nuevo detective, Dominick "Sonny" Carisi, se introduce en los tres primeros episodios para reemplazar a Nick en la U.V.E hasta que regresa más adelante. En el comienzo de esta temporada, la sargento Benson enfrenta (junto con su equipo) al traficante de blancas que asesinó a la madre biológica de Noah. Tras un raíd de asesinatos en serie, la red de trata de blancas es desarticulada, ya que en medio de una gresca, el detective Tutuola mata a Angel, el jefe de la banda.
Cerca del final de la temporada 16 e iniciando la temporada 17 aparece Gregory "Greg" Yates (interpretado por Dallas Roberts), un médico con rasgos de psicopatía y sadismo, quien aterroriza la ciudad con una serie de asesinatos. Debido a la peligrosidad y astucia sin antecedentes de Yates, la UVE debe unir fuerzas con Chicago P.D. para detenerlo. Sin embargo, aunque Yates es arrestado y condenado a prisión, la aparición de nuevos cadáveres obligan a realizar una nueva investigación, que lleva hacia el médico forense Carl Rudnick, conocido de Yates y con el mismo grado de peligrosidad. Rudnick es llevado a juicio, pero tras pagar la fianza, huye y asesina a la novia de Yates, finalmente es detenido cerca de la frontera con Canadá.
Después de un periodo de tranquilidad, ambos psicópatas se fugan de prisión, provocando un nuevo raíd de asesinatos. Nuevamente la UVE y Chicago P.D. deben unir fuerzas. La fuga termina con un malherido Carl Rudnick capturado y la muerte de Greg Yates a manos de Chicago P.D. En el proceso, el detective Mike Dodds resulta herido, lo que lo obliga a guardar reposo durante algunos episodios.
La serie también ha realizado "crossovers" con otras series de la misma cadena, Chicago Fire y Chicago P.D., que transcurren en la ciudad de Chicago.
El hijo de Dodds, Mike (Andy Karl), se traslada a Víctimas Especiales como sargento en la temporada 17, convirtiéndose en el segundo al mando de Benson hasta su muerte al final de la temporada; más tarde, Fin aprueba el examen de sargento durante la temporada 18 y es ascendido oficialmente en lugar de Mike en la temporada 19.
Tras el traslado de Carisi a la oficina del fiscal del distrito en la temporada 21, la agente Katriona «Kat» Tamin (Jamie Gray Hyder) se unió al equipo después de ayudar en varios casos, y finalmente fue ascendida a detective. Dodds también abandonó la serie al principio de la temporada debido a algunos problemas en el caso relacionado con un magnate que violaba a innumerables mujeres, permitiendo que el nuevo subjefe Christian Garland (Demore Barnes) ocupara su lugar. Al comienzo de la temporada 23, Tamin y Garland dimitieron de la policía de Nueva York tras desilusionarse con los fallos del sistema judicial y la parcialidad sistémica dentro del departamento, y Tamin fue sustituido por el detective Joe Velasco (Octavio Pisano). El jefe Tommy McGrath (Terry Serpico) asumió el puesto de Garland hasta que pudiera encontrar un subjefe permanente para la UVE.
Al principio de la temporada 24, la detective Grace Muncy (Molly Burnett) se unió a la UVE tras resolver un caso relacionado con una banda de adolescentes dominicanos, mientras que Rollins dimitió de la UVE y de la policía de Nueva York a mitad de temporada tras aceptar una oferta de un antiguo colega de Carisi para dar clases en la Universidad de Fordham. La UVE también incorporó a los detectives Terry Bruno (Kevin Kane) y Tonie Churlish (Jasmine Batchelor) de sus homólogos de Brooklyn. Muncy se marchó más tarde, al final de la temporada, para trabajar en un grupo especial de la DEA, y Churlish también se marchó en la misma época. En la temporada 25, McGrath es sustituido como jefe tras cruzar múltiples líneas en su interferencia con el caso de violación de su hija, y la capitana de Asuntos Internos Renee Curry (Aime Donna Kelly) se une a la UVE con la esperanza de hacer cambios. Poco después, la agente del FBI Shannah Sykes (Jordana Spiro) sería cedida a la UVE tras ayudarles a rescatar a la niña secuestrada Maddie Flynn.
El 28 de noviembre de 2023, se anunció que Kelli Giddish volvería para el episodio de estreno de la temporada 25, lo que supondría su segunda reaparición tras el final de la temporada 24. El 22 de julio de 2024, se informó de que Kevin Kane, que interpreta a Terry Bruno, sería ascendido a serie regular para la vigésimo sexta temporada de la serie, tras haber sido recurrente las dos temporadas anteriores.

## Directores y guionistas
La narrativa está muy cuidada, buscando una máxima concisión mediante un abundante uso de la elipsis, de la misma manera que en Expediente X. Además se usa bastante un fluido plano secuencia para rodar diálogos. En ella son más frecuentes los escenarios de interiores que los de exteriores. 
Sus muy diversos realizadores son en su mayoría directores reconocidos por la gran impronta social de sus obras. Los más recurrentes son Jean de Segonzac, quien creó el piloto; Juan José Campanella, Constantine Makris, Steve Shill, Alex Zakrzewski, David Platt, Peter Leto, Alex Chapple, Michael Pressman y Michael Slovis, entre otros, de los que cabe mencionar a la propia actriz Mariska Hargitay. Entre los guionistas más frecuentes, con muy amplia representación femenina, se encuentran Dawn DeNoon, Lisa Marie Petersen, Wendy West, Judith McCreary, Michele Fazekas, Tara Butters, Amanda Green, Jonathan Greene, Warren Leight, Julie Martin, Rick Eid y Michael Chernuchin entre otros y otras.

## Elenco
| Leyenda   |                |              |            |
| Principal | Secundario (a) | Invitado (a) | No aparece |

| Personaje                    | Interpretado por       | Temporadas | Temporadas | Temporadas | Temporadas | Temporadas | Temporadas | Temporadas | Temporadas | Temporadas | Temporadas | Temporadas | Temporadas | Temporadas | Temporadas | Temporadas | Temporadas | Temporadas | Temporadas | Temporadas | Temporadas | Temporadas | Temporadas | Temporadas | Temporadas | Temporadas | Temporadas | Temporadas |
| Personaje                    | Interpretado por       | 1          | 2          | 3          | 4          | 5          | 6          | 7          | 8          | 9          | 10         | 11         | 12         | 13         | 14         | 15         | 16         | 17         | 18         | 19         | 20         | 21         | 22         | 23         | 24         | 25         | 26         | 27         |
| ---------------------------- | ---------------------- | ---------- | ---------- | ---------- | ---------- | ---------- | ---------- | ---------- | ---------- | ---------- | ---------- | ---------- | ---------- | ---------- | ---------- | ---------- | ---------- | ---------- | ---------- | ---------- | ---------- | ---------- | ---------- | ---------- | ---------- | ---------- | ---------- | ---------- |
| Olivia Benson                | Mariska Hargitay       |            |            |            |            |            |            |            |            |            |            |            |            |            |            |            |            |            |            |            |            |            |            |            |            |            |            |            |
| Elliot Stabler               | Christopher Meloni     |            |            |            |            |            |            |            |            |            |            |            |            |            |            |            |            |            |            |            |            |            |            |            |            |            |            |            |
| John Munch                   | Richard Belzer         |            |            |            |            |            |            |            |            |            |            |            |            |            |            |            |            |            |            |            |            |            |            |            |            |            |            |            |
| Donald Cragen                | Dann Florek            |            |            |            |            |            |            |            |            |            |            |            |            |            |            |            |            |            |            |            |            |            |            |            |            |            |            |            |
| Monique Jeffries             | Michelle Hurd          |            |            |            |            |            |            |            |            |            |            |            |            |            |            |            |            |            |            |            |            |            |            |            |            |            |            |            |
| Odafin "Fin" Tutuola         | Ice-T                  |            |            |            |            |            |            |            |            |            |            |            |            |            |            |            |            |            |            |            |            |            |            |            |            |            |            |            |
| Alexandra Cabot              | Stephanie March        |            |            |            |            |            |            |            |            |            |            |            |            |            |            |            |            |            |            |            |            |            |            |            |            |            |            |            |
| George Huang                 | BD Wong                |            |            |            |            |            |            |            |            |            |            |            |            |            |            |            |            |            |            |            |            |            |            |            |            |            |            |            |
| Casey Novak                  | Diane Neal             |            |            |            |            |            |            |            |            |            |            |            |            |            |            |            |            |            |            |            |            |            |            |            |            |            |            |            |
| Melinda Warner               | Tamara Tunie           |            |            |            |            |            |            |            |            |            |            |            |            |            |            |            |            |            |            |            |            |            |            |            |            |            |            |            |
| Chester Lake                 | Adam Beach             |            |            |            |            |            |            |            |            |            |            |            |            |            |            |            |            |            |            |            |            |            |            |            |            |            |            |            |
| Kim Greylek                  | Michaela McManus       |            |            |            |            |            |            |            |            |            |            |            |            |            |            |            |            |            |            |            |            |            |            |            |            |            |            |            |
| Amanda Rollins               | Kelli Giddish          |            |            |            |            |            |            |            |            |            |            |            |            |            |            |            |            |            |            |            |            |            |            |            |            |            |            |            |
| Nick Amaro                   | Danny Pino             |            |            |            |            |            |            |            |            |            |            |            |            |            |            |            |            |            |            |            |            |            |            |            |            |            |            |            |
| Rafael Barba                 | Raúl Esparza           |            |            |            |            |            |            |            |            |            |            |            |            |            |            |            |            |            |            |            |            |            |            |            |            |            |            |            |
| Dominick "Sonny" Carisi, Jr. | Peter Scanavino        |            |            |            |            |            |            |            |            |            |            |            |            |            |            |            |            |            |            |            |            |            |            |            |            |            |            |            |
| Peter Stone                  | Philip Winchester      |            |            |            |            |            |            |            |            |            |            |            |            |            |            |            |            |            |            |            |            |            |            |            |            |            |            |            |
| Katriona "Kat" Tamin         | Jamie Gray Hyder       |            |            |            |            |            |            |            |            |            |            |            |            |            |            |            |            |            |            |            |            |            |            |            |            |            |            |            |
| Christian Garland            | Demore Barnes          |            |            |            |            |            |            |            |            |            |            |            |            |            |            |            |            |            |            |            |            |            |            |            |            |            |            |            |
| Joe Velasco                  | Octavio Pisano         |            |            |            |            |            |            |            |            |            |            |            |            |            |            |            |            |            |            |            |            |            |            |            |            |            |            |            |
| Grace Muncy                  | Molly Burnett          |            |            |            |            |            |            |            |            |            |            |            |            |            |            |            |            |            |            |            |            |            |            |            |            |            |            |            |
| Terrence "Terry" Bruno       | Kevin Kane             |            |            |            |            |            |            |            |            |            |            |            |            |            |            |            |            |            |            |            |            |            |            |            |            |            |            |            |
| Kate Silva                   | Juliana Aidén Martinez |            |            |            |            |            |            |            |            |            |            |            |            |            |            |            |            |            |            |            |            |            |            |            |            |            |            |            |

## Episodios
| Temporada | Temporada | Episodios | Episodios | Emisión original         | Emisión original    |
| Temporada | Temporada | Episodios | Episodios | Primera emisión          | Última emisión      |
| --------- | --------- | --------- | --------- | ------------------------ | ------------------- |
|           | 1         | 22        | 22        | 20 de septiembre de 1999 | 19 de mayo de 2000  |
|           | 2         | 21        | 21        | 20 de octubre de 2000    | 11 de mayo de 2001  |
|           | 3         | 23        | 23        | 28 de septiembre de 2001 | 17 de mayo de 2002  |
|           | 4         | 25        | 25        | 27 de septiembre de 2002 | 16 de mayo de 2003  |
|           | 5         | 25        | 25        | 23 de septiembre de 2003 | 18 de mayo de 2004  |
|           | 6         | 23        | 23        | 21 de septiembre de 2004 | 24 de mayo de 2005  |
|           | 7         | 22        | 22        | 20 de septiembre de 2005 | 16 de mayo de 2006  |
|           | 8         | 22        | 22        | 19 de septiembre de 2006 | 22 de mayo de 2007  |
|           | 9         | 19        | 19        | 25 de septiembre de 2007 | 13 de mayo de 2008  |
|           | 10        | 22        | 22        | 23 de septiembre de 2008 | 2 de junio de 2009  |
|           | 11        | 24        | 24        | 23 de septiembre de 2009 | 19 de mayo de 2010  |
|           | 12        | 24        | 24        | 22 de septiembre de 2010 | 18 de mayo de 2011  |
|           | 13        | 23        | 23        | 21 de septiembre de 2011 | 23 de mayo de 2012  |
|           | 14        | 24        | 24        | 26 de septiembre de 2012 | 22 de mayo de 2013  |
|           | 15        | 24        | 24        | 25 de septiembre de 2013 | 21 de mayo de 2014  |
|           | 16        | 23        | 23        | 24 de septiembre de 2014 | 20 de mayo de 2015  |
|           | 17        | 23        | 23        | 23 de septiembre de 2015 | 25 de mayo de 2016  |
|           | 18        | 21        | 21        | 21 de septiembre de 2016 | 24 de mayo de 2017  |
|           | 19        | 24        | 24        | 27 de septiembre de 2017 | 23 de mayo de 2018  |
|           | 20        | 24        | 24        | 27 de septiembre de 2018 | 16 de mayo de 2019  |
|           | 21        | 20        | 20        | 26 de septiembre de 2019 | 23 de abril de 2020 |
|           | 22        | 16        | 16        | 12 de noviembre de 2020  | 3 de junio de 2021  |
|           | 23        | 22        | 22        | 23 de septiembre de 2021 | 19 de mayo de 2022  |
|           | 24        | 22        | 22        | 22 de septiembre de 2022 | 18 de mayo de 2023  |
|           | 25        | 13        | 13        | 18 de enero de 2024      | 16 de mayo de 2024  |
|           | 26        | 22        | 22        | 3 de octubre de 2024     | 15 de mayo de 2025  |

## Producción

### Historia y desarrollo
La idea de Law & Order: Special Victims Unit se originó en 1986 con el caso de Robert Chambers, quien estranguló a Jennifer Levin, una mujer con quien salía y a quien más tarde mató durante lo que dijo fue "sexo duro consensuado" en el Central Park de Manhattan. El delito inspiró a Dick Wolf para escribir la historia del episodio de la primera temporada de Law & Order titulado "Bésalas y mátalas". Sin embargo, incluso después de haber escrito el episodio, el caso continuó atormentando a Wolf, que quería profundizar en la psicología de los crímenes para examinar el papel de la sexualidad humana.
El título original de la serie fue Sex Crimes, reflejando la naturaleza sexual de los delitos descritos en el programa. Inicialmente hubo preocupación entre los productores por la posibilidad de que Sex Crimes pudiera fallar, y la identificación del nuevo espectáculo con la franquicia de Law & Order podría perjudicar a la serie original. Además, Ted Kotcheff quería crear una nueva serie que no dependiera de la serie original para tener éxito. Sin embargo, Wolf consideró que era importante y comercialmente deseable tener Law & Order en el título, e inicialmente propuso el título como Law & Order: Sex Crimes. Barry Diller, en ese entonces jefe de Studios USA, estaba preocupado por el título, entonces se cambió a Law & Order: Special Victims Unit a fin de reflejar la unidad real del Departamento de Policía de la ciudad de Nueva York (NYPD), que se encarga de delitos de índole sexual. El primer episodio, "Payback", se estrenó en la NBC el 20 de septiembre de 1999.
El productor ejecutivo Neal Baer dejó Law & Order: Special Victims Unit al final de la duodécima temporada, después de once años (temporadas 2-12) en el show como show-runner, con el fin de firmar un contrato de tres años con CBS Studios. Baer fue remplazado por el anterior productor ejecutivo/show-runner de Law & Order: Criminal Intent, Warren Leight. En marzo de 2015, se anunció que Warren Leight firmó un contrato de tres años con Sony Pictures Television, que le permitirá trabajar en SVU una temporada más, la decimoséptima. El 10 de marzo de 2016, se anunció que el veterano productor original de Ley y Orden Rick Eid ocuparía el lugar de Leight como showrunner a partir de la decimoctava temporada. El creador Dick Wolf comentó a The Hollywood Reporter: «Estoy muy contento de que Rick haya decidido volver a unirse a la familia y espero que esté aquí en los próximos años». Durante la posproducción de la temporada 18, tras el anuncio de que SVU se renovaba por una decimonovena temporada, se reveló que Rick Eid abandonaba la serie. Se hará cargo de otra serie de Dick Wolf/NBC, Chicago P.D.
El 12 de mayo de 2017, la serie se renovó para la decimonovena temporada, que se estrenó el 27 de septiembre de 2017. El 25 de mayo de 2017 se anunció que el director original de Law & Order y Law & Order: Criminal Intent, Michael S. Chernuchin retomaría su papel a partir de la decimonovena temporada. Chernuchin también fue cocreador y productor ejecutivo de Chicago Justice, otra serie relacionada con Wolf que fue cancelada por NBC al final de la temporada de televisión 2016-17. El 22 de abril de 2019, se anunció que Leight regresaría como showrunner para la vigésimo primera temporada de la serie.
El 27 de febrero de 2020, la cadena NBC anunció la renovación de la serie hasta su vigesimocuarta temporada.El 3 de mayo de 2022, Leight anunció que no regresaría para la vigésimo cuarta temporada. El 13 de marzo de 2020 la producción de la serie fue interrumpida abruptamente por la pandemia de COVID-19, de modo que la vigésimo primera temporada fue reducida de 24 capítulos a 20. A su vez, la vigésimo segunda temporada consistió en sólo 16 capítulos (siendo la más corta hasta el momento), por las medidas restrictivas que se tomaron.
El 10 de abril de 2023, NBC renovó la serie para una vigesimoquinta temporada. La vigesimoquinta temporada se estrenó el 18 de enero de 2024. El 21 de marzo de 2024, NBC renovó la serie para una vigesimosexta temporada. La vigesimosexta temporada se estrenó el 3 de octubre de 2024. El 8 de mayo de 2025, NBC renovó la serie para una vigesimoséptima temporada.

### Filmación
La mayoría de las escenas de Law & Order: Special Victims Unit se filman en localizaciones en Nueva York, donde nació Dick Wolf, a lo largo de los cinco boroughs de la ciudad. Como el NYPD se encuentra con diversos problemas de aplicación de la ley diariamente, el fondo ofrece a los escritores una oferta de lugares ideales para elegir.
Durante la búsqueda de un lugar para filmar los interiores de la serie, los productores descubrieron que no había plazas de estudio adecuadas disponibles en la ciudad. Como resultado de ello, se eligió un espacio en el edificio central de archivos de la NBC, en las cercanías de North Bergen, Nueva Jersey, que había quedado vacío hacía ya un tiempo y contaba con aire acondicionado, estacionamiento adecuado y 4.900 m² de espacio escénico. El edificio del archivo fue utilizado para la estación de policía y escenas de la sala del tribunal y otros lugares en el Condado de Hudson fueron utilizados para otros escenarios, como una escena filmada en el Meadowlands Parkway, en Secaucus en 2010. La producción cambió Nueva Jersey por Nueva York en 2010. Sin embargo, cuando el gobernador de Nueva Jersey Chris Christie suspendió los créditos fiscales para la producción cinematográfica y televisiva para el año fiscal 2011 para reducir déficits presupuestarios, el programa se trasladó a un estudio en Chelsea Piers que había estado ocupado por la serie original Law & Order hasta su cancelación en mayo de 2010.

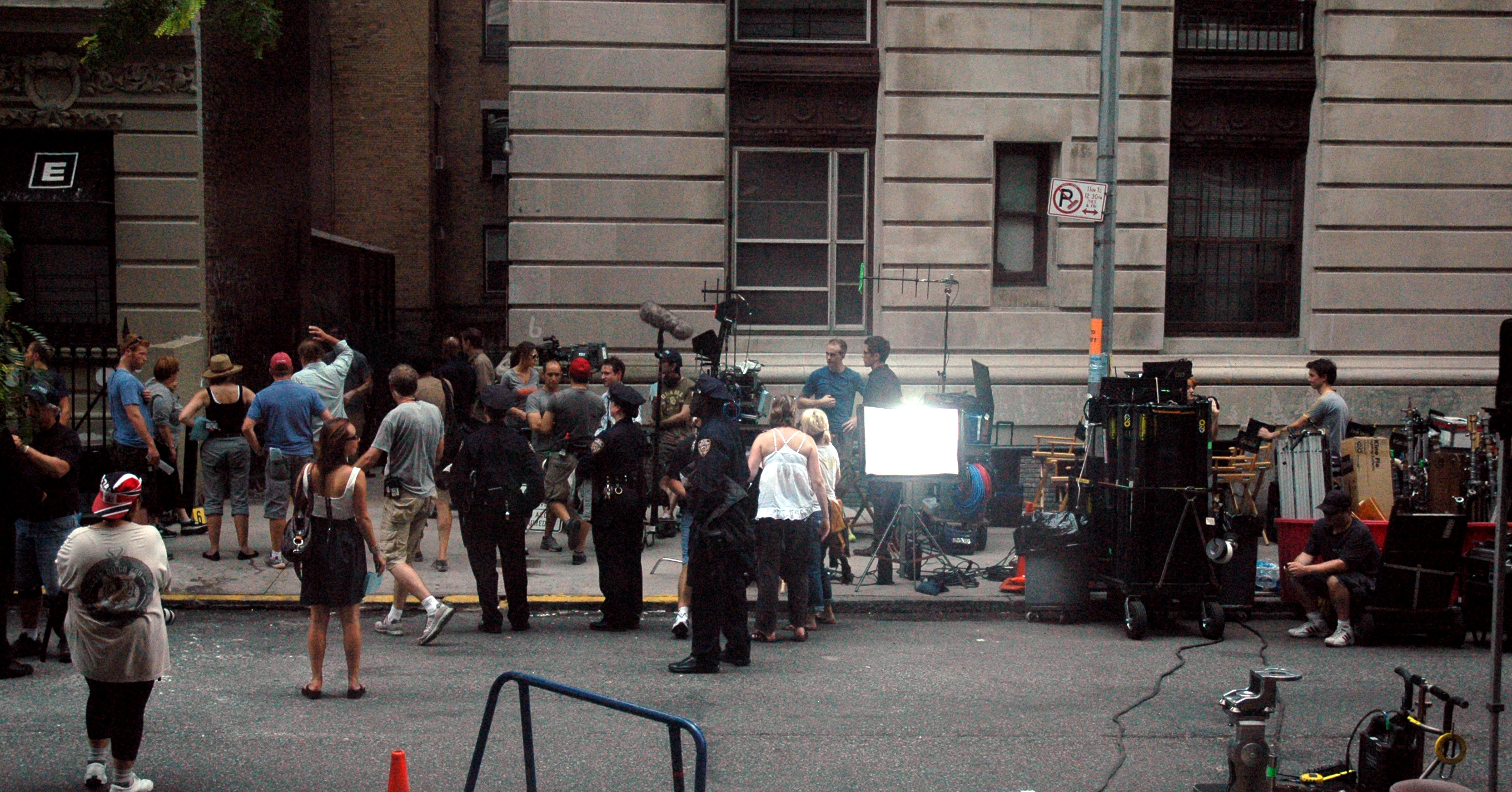
Filmación de la serie en agosto de 2010

Fort Lee en Nueva Jersey sirvió como localización para filmar la casa del detective Elliot Stabler en Queens, Nueva York.

### Emisiones
La serie se emitió originalmente los lunes por la noche a las 9:00 p. m. ET durante los primeros nueve episodios, del 20 de septiembre al 29 de noviembre de 1999. Luego se trasladó a los viernes por la noche a las 10 p. m. ET el 7 de enero de 2000, y permaneció en esa franja horaria hasta el final de la cuarta temporada el 16 de mayo de 2003. A partir del estreno de la quinta temporada el 23 de septiembre de 2003 fue trasladada a los martes por la noche a las 10:00 p. m. ET. Con el estreno de la undécima temporada el 23 de septiembre de 2009 la serie dejó vacante su horario de las 10:00 p. m. ET para dar lugar en el prime-time a The Tonight Show with Jay Leno. El nuevo horario fue las noches de los miércoles a las 9:00 p. m. ET. Después de los Juegos Olímpicos de invierno de 2010, el 3 de marzo de 2010, la franja horaria de la UVE cambió de nuevo a los miércoles a las 10 p. m. ET donde permaneció hasta su temporada número doce. En la 12° temporada, la UVE regresó a 9:00 p. m. ET para dejar lugar al nuevo spin-off de Law & Order, Law & Order: Los Ángeles, hasta que fue retirado de la emisora en enero de 2011 para ser reestructurado. La serie volvió a las 10:00 p. m. ET el 12 de enero de 2011 hasta el final de la decimotercera temporada. Con la 14° temporada, UVE regresó al horario de las 9:00 p. m. ET después de un estreno de temporada de dos horas el 26 de septiembre de 2012.

## Adaptación rusa
En el año 2007, la compañía rusa Studio 2B adquirió los derechos para realizar una adaptación de "Law & Order: Special Victims Unit" para el mercado local ruso. El título de la adaptación fue "Law & Order: Division of Field Investigation", protagonizada por Alisa Bogart y Vica Fiorelia. La serie sigue a los investigadores por Moscú donde realizan su labor de investigar los crímenes de naturaleza sexual. La serie estuvo en emisión hasta 2010, y fue producida por Pavel Korchagin, Felix Kleiman y Edward Verzbovski, y fue dirigida por Dmitry Brusnikin. Los guiones de los episodios fueron escritos por Sergei Kuznvetsov, Elena Karavaeshnikova, y Maya Shapovalova.

## Premios y reconocimientos
Ley y Orden: Unidad de víctimas especiales ha recibido numerosos premios y nominaciones. Mariska Hargitay ha sido nominada dos veces a los Globos de Oro y ganó uno en 2005.
La serie ha sido nominada en numerosas ocasiones a los premios Emmy. Mariska Hargitay ha sido nominada a la categoría de Actriz Principal Destacada en una Serie Dramática durante ocho años consecutivos, desde 2004, y ganó el Emmy en 2006. Christopher Meloni fue nominado en la categoría de Actor Principal Destacado en una Serie Dramática en 2006. Robin Williams fue nominado en la categoría de Actor Invitado Destacado en una Serie Dramática en 2008. La serie fue nominada en la categoría Actriz invitada destacada en una serie dramática por Jane Alexander y Tracy Pollan en 2000, Martha Plimpton en 2002, Barbara Barrie en 2003, Mare Winningham y Marlee Matlin en 2004, Amanda Plummer y Angela Lansbury en 2005, Marcia Gay Harden y Leslie Caron en 2007, Cynthia Nixon en 2008, Ellen Burstyn, Brenda Blethyn y Carol Burnett en 2009, y Ann-Margret en 2010. La serie premió a Plummer en 2005, a Caron en 2007, a Nixon en 2008, a Burstyn en 2009 y a Ann-Margret en 2010.

## Crítica
Ley y Orden: Unidad de víctimas especiales ha sido bien recibida entre la crítica. La serie tiene una puntuación media del 88% en Rotten Tomatoes. En 2014, Joshua Alston, de The A.V. Club, la describió como «muy mejorada, y ese repunte de calidad es aún más admirable». Ilana Kaplan, de The New York Times, escribió que la serie, el drama de mayor duración en la historia del primetime, y Mariska Hargitay como Olivia Benson es una persona de reposo de víctimas y supervivientes de la vida real. Hargitay citó: «Me di cuenta muy pronto de lo mucho que, culturalmente, necesitábamos este personaje que lucha y defiende sin descanso a las mujeres y a las supervivientes, y que lo hace con compasión», dijo entre lágrimas. «Alguien que está inequívocamente comprometida con la corrección de los errores, que cree en las supervivientes, que es consciente de la curación que hay en ello". El sitio de Metacritic da una puntuación del 66% sobre 25 críticas.